# Vladímir Afanàssievitx Kassatónov
L'Almirall de Flota Vladímir Afanàssievitx Kassatónov (rus: Влади́мир Афана́сьевич Касато́нов), va ser un almirall soviètic, que rebé el títol d'Heroi de la Unió Soviètica.

## Biografia
Kasatonov acabà a l'Acadèmia Superior Naval M. Frunze el 1931 i serví a la Flota del Bàltic en un submarí. Durant l'inici de la Segona Guerra Mundial va ser cap d'estat major de la divisió de submarins de la Flota del Bàltic. Posteriorment estaria destinat a l'Estat Major General Naval, a la Divisió d'Operacions.
El 1942 va ser Vicecomandant de la Flota del Pacífic. El 1953 va ser nomenat comandant de la Flota del Bàltic i el 1955 esdevingué comandant de la Flota del Mar Negre. El 1962 passà a comandar la Flota del Nord Bandera Roja. El 1964 va ser nomenat segon al comandament de la Marina Soviètica. El 1966 comandà un esquadró de submarins nuclears en una volta al món, rebent el títol d'Heroi de la Unió Soviètica per aquest viatge.
El 1974 va ser nomenat Inspector en Cap de la Marina i serví al Soviet Suprem. Va morir al Moscou i va ser enterrat al cementiri de Novodévitxi.
El seu fill, Ígor Vladímirovitx Kassatónov, seguí les passes del seu pare, ostentant virtualment els mateixos càrrecs. Es retirà com a primer vice-comandant en cap de la Marina Russa.

## Condecoracions
- Heroi de la Unió Soviètica (25 de novembre de 1966)
- Orde de Lenin (3)
- Orde de la Revolució d'Octubre
- Orde de la Bandera Roja (2)
- Orde de Nakhímov de 2a classe
- Orde de la Guerra Patriòtica de 1a classe (2)
- Orde de la Bandera Roja del Treball (2)
- Orde de l'Estrella Roja (2)
- Orde del Servei a la Pàtria a les Forces Armades de 3a classe
- Medalla del Centenari de Lenin

- Medalla de la victòria sobre Alemanya en la Gran Guerra Patriòtica 1941-1945
- Medalla del 20è Aniversari de la Victòria en la Gran Guerra Patriòtica
- Medalla del 20è Aniversari de l'Exèrcit Roig
- Medalla del 30è Aniversari de l'Exèrcit i l'Armada Soviètics
- Medalla del 40è Aniversari de les Forces Armades Soviètiques
- Medalla del 50è Aniversari de les Forces Armades Soviètiques
- Orde de la Bandera Roja (Mongòlia)